# Шест дана јуна (албум)
Шест дана јуна је албум за истоимени филм. То је било последње издање Идола. Албум није имао комерцијални успех јер су фанови очекивали ново издање, које се није појавило јер бенд више није постојао.

## О албуму
Након наступа у Љубљани 1984. Идоли су одлучили да се разиђу. У међувремену, Југотон је замолио Владу Дивљана да са Идолом ради на албуму за филм Динка Туцаковића Шест дана јуна. Дивљан је пристао да напише музику, али је инсистирао да је сними одвојено од осталих чланова Идола који би снимили своје делове.
Албум је објављен 1985. и сматра се албумом Идола. Музичари укључени у пројекат били су чланови Идола Срђан Шапер (вокал), Кокан Поповић (бубњеви), оба басиста Зденко Колар и Бранко Исаковић и гости Пико Станчић и Бобан Ђорђевић (обојица на бубњевима), клавијатуристи Ђорђе Петровић и Драган Илић, гитариста Драгомир Михајловић Гаги и саксофониста Вук Вујачић. Сценарио је захтевао једну шансону и један број народне музике, па су се на албуму и у филму појавили Мишо Ковач и Јахија Грачанлић (познат и као Космички Босанац) са нумерама „Да је дужи мој дан“ и „Ја је зовем мени да се врати“. Остале нумере су биле песме Идола осим „Само ме гледај и буди ту“, која је обрада хита Жилбера Бекоа „Je t'appartiens“.
Пошто је радња филма смештена у 60-те, бенд је снимао нумере на различитим локацијама да би добио музику сличну звуку шездесетих. Инструменталне нумере на албуму су кратки акустични увод "Мала тема филма", "Тема гробља" (која је урађена у готичком вокалном маниру) и "Тема фабрике" (инструментална верзија песме "Удри богаташа"), "Љубавна тема“ и „Блуз“. Најзапаженије нумере су "Она то зна " и " Љубави " објављене на синглу поклоњеном уз примерак часописа Џубокс.

## Постава
- Влада Дивљан — гитара, клавир, вокал
- Срђан Шапер — вокал
- Мишо Ковач — вокал
- Јахија Грачанлић — вокал на „Ја је зовем мени да се врати“
- Зденко Колар — бас
- Бранко Исаковић — бас
- Драгомир Михајловић Гаги — гитара
- Кокан Поповић — бубњеви
- Иван Станчић Пико — бубњеви
- Бобан Ђорђевић — бубњеви
- Ђорђе Петровић — клавијатуре
- Драган Илић — клавијатуре
- Вук Вујачић — саксофон

1. ↑  Radić, Damir (2007). Lijepi i prokleti. Zagreb: NCL media grupa. ISBN 978-953-98075-6-4. OCLC 212905474.
2. ↑  „Datumar: Idoli načinili završni rez sa "Šest dana juna"”. Rockomotiva (на језику: енглески). Приступљено 2024-11-18.
3. ↑  Куртеш, Александра. „Рестаурисани филм „Шест дана јуна” – премијерно”. Politika Online. Приступљено 2024-11-18.
4. ↑  Ilustrovana politika (на језику: српски). Politika. 2006.